# Rio Ipixuna (vattendrag i Brasilien, Amazonas, lat -6,27, long -61,87)
Rio Ipixuna är ett vattendrag i Brasilien.   Det ligger i delstaten Amazonas, i den centrala delen av landet, 1 900 km nordväst om huvudstaden Brasília.
I omgivningarna runt Rio Ipixuna växer i huvudsak städsegrön lövskog. Trakten runt Rio Ipixuna är nära nog obefolkad, med mindre än två invånare per kvadratkilometer.